# Bellavarda
A Bellavarda é uma montanha dos Alpes Graios. Situa-se na Itália entre Vale de Orco e Vale de Lanzo.

## Classificação SOIUSA
De acordo com a classificação alpina SOIUSA (International Standardized Mountain Subdivision of the Alps) esta montanha é classificada como:
- grande parte = Alpes Ocidentais
- grande setor = Alpes do Sudoeste
- secção = Alpes Graios
- subsecção = Alpes de Lanzo e da Alta Maurienne
- supergrupo = cordilheira Levanne-Aiguille Rousse
- grupo = grupo deo Levanne
- subgrupo = serrania Unghiasse-Bellavarda
- código = I/B-7.I-C.8.b

## Imagens

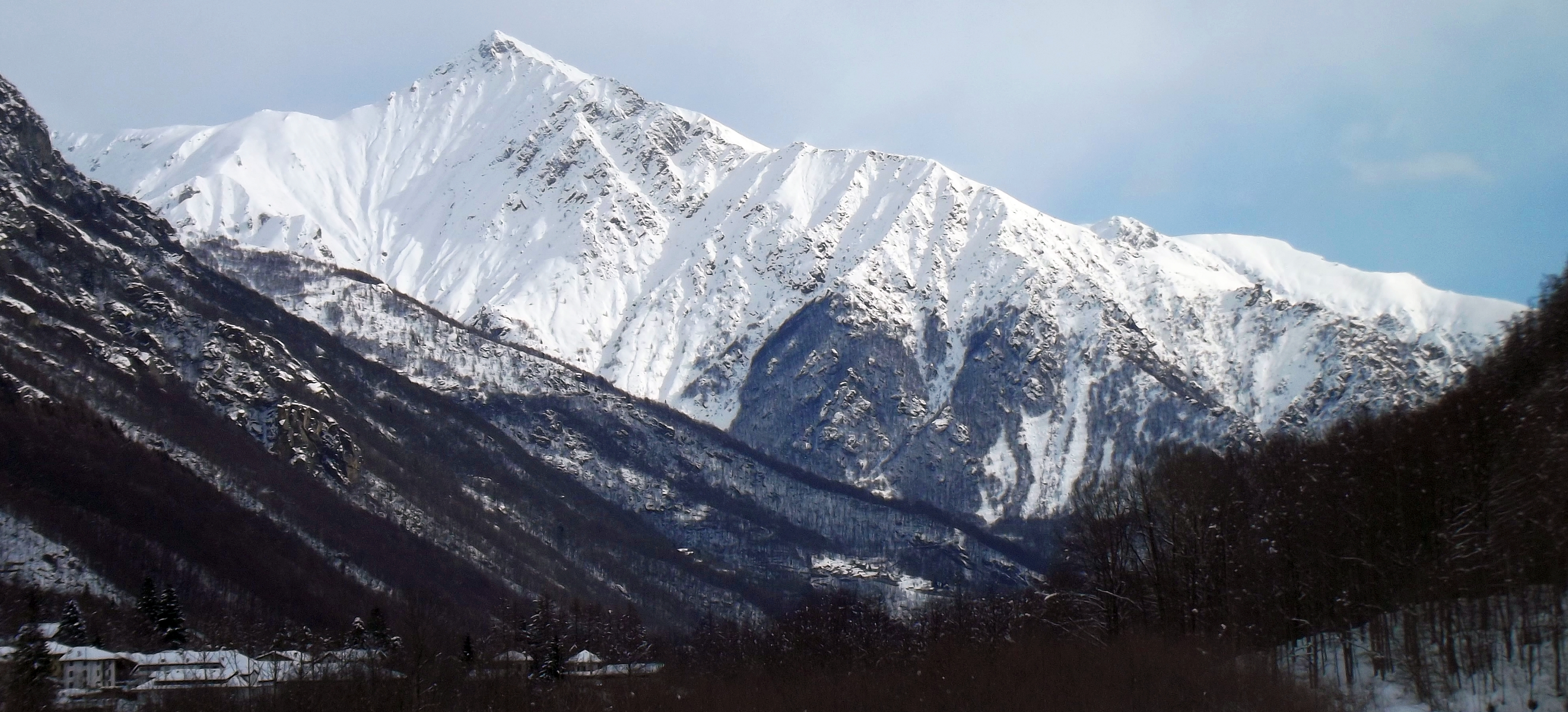
A Bellavarda vista a partir da Pialpetta (Groscavallo)
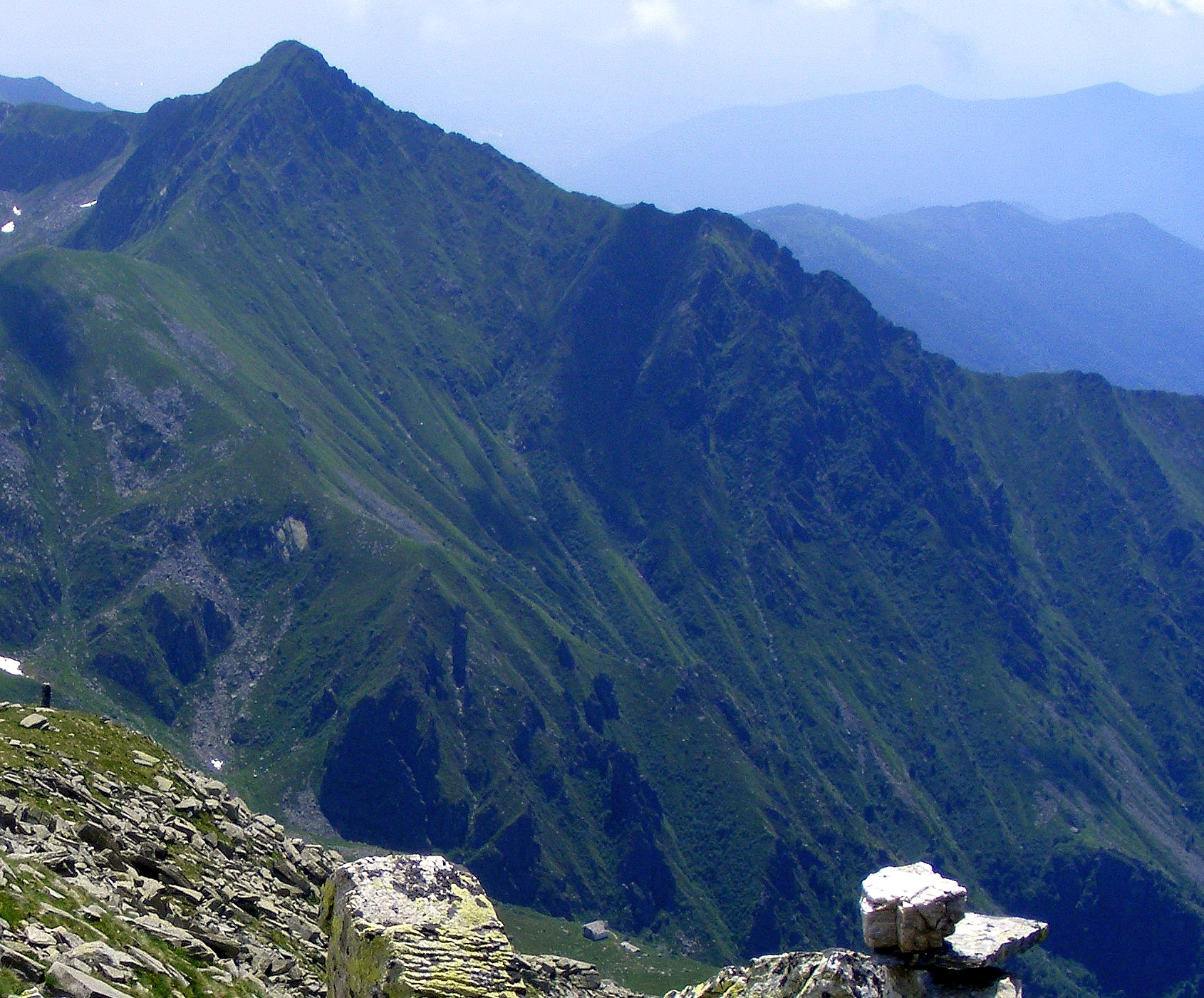
A Bellavarda vista a partir da Punta di Pian Spigo
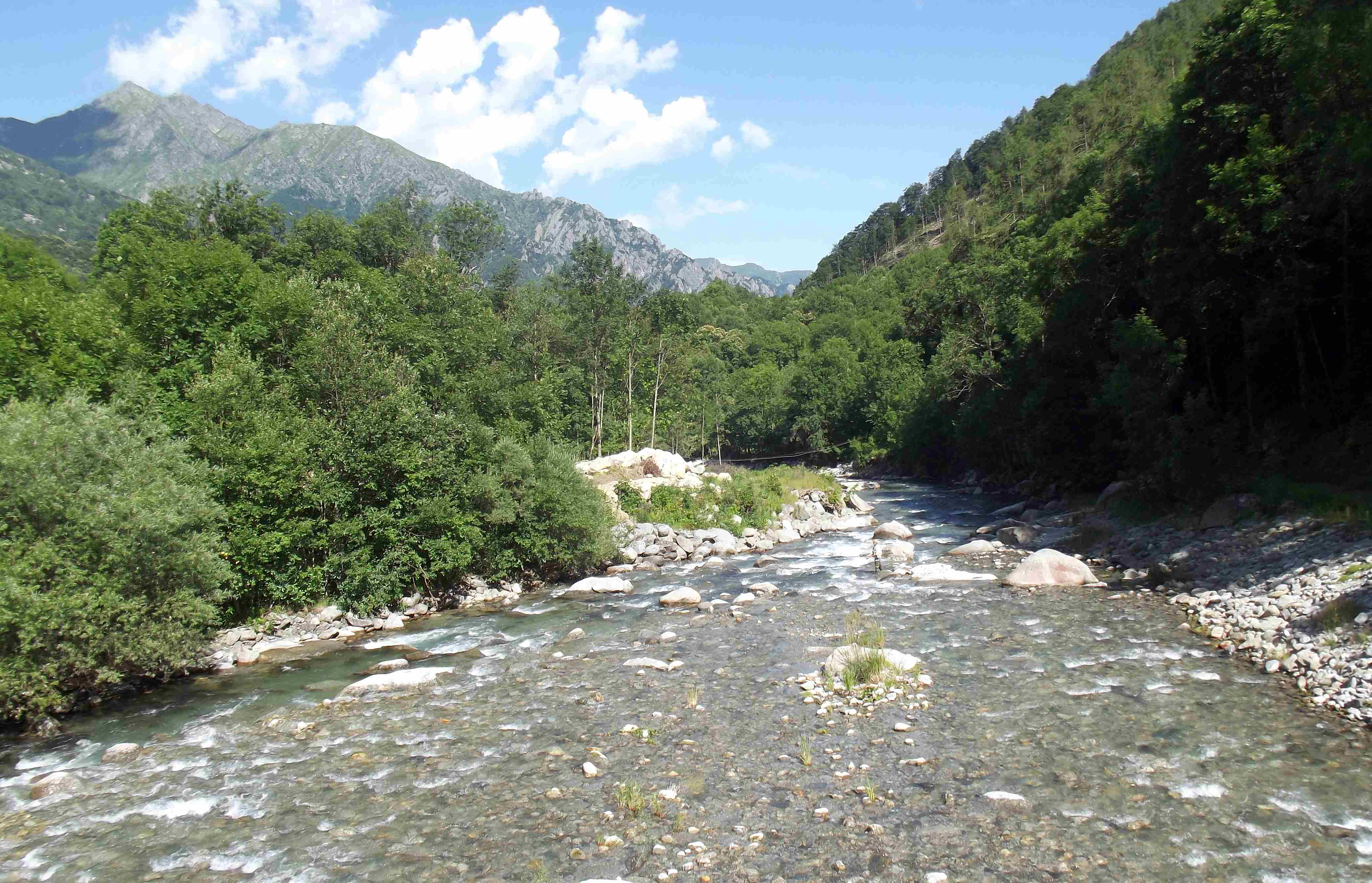
O Vale Grande de Lanzo e a Bellavarda